# Wilhelm Leichum
Wilhelm Leichum (12. května 1911, Neu-Isenburg – 19. července 1941) byl německý atlet, dvojnásobný mistr Evropy ve skoku do dálky.

## Sportovní kariéra
Stal se v Turíně v roce 1934 premiérovým mistrem Evropy ve skoku do dálky výkonem 745 cm. Na olympijských hrách v Berlíně o dva roky později byl členem německé štafety na 4 × 100 metrů, která získala bronzové medaile. V soutěži dálkařů obsadil čtvrté místo. Při startu v soutěži dálkařů na evropském šampionátu v Paříži v roce 1938 obhájil titul mistra Evropy, zvítězil výkonem 765 cm.
Padl nedlouho po německém vpádu do Sovětského svazu nedaleko města Nižnij Novgorod v červenci 1941.